# Diapterna hyperborea
Diapterna hyperborea är en skalbaggsart som beskrevs av Leconte 1850. Diapterna hyperborea ingår i släktet Diapterna och familjen Aphodiidae. Inga underarter finns listade i Catalogue of Life.